# Ынтаев, Владимир Ильич
Влади́мир (Урма́т) Ильи́ч Ынта́ев (род. 1973, с. Кара-Кудюр, Алтай) — Эл-кайчы Республики Алтай.
В 1997 году в Улаганском районе (с. Улаган) создал ансамбль «Караты-Каан» (в 2000 году переименован в ансамбль «АлтайКАЙ»). 2003 Директор государственной филармонии РА,   2009-2011 гг. директор республиканского центра народного творчества "РЦНТ" Министерства культуры Республики Алтай. 2013 первый заместитель главы администрации МО "Улаганский район". Основатель ансамбля горлового пения «АлтайКай».Внук долголетней кайчы Анисии Белеевой, которая прожила 102 года.

## Достижения
- Народный Кайчы Республики Алтай, аранжировщик, продюсер и художественный руководитель ансамбля горлового пения «АлтайКАЙ».
- Почетный член жюри международного фестиваля «Саянское Кольцо» в Красноярском Крае.
- Член фольклорного союза Российской Федерации.
- Член международной организации по народному творчеству ЮНЕСКО, (Австрия).
- Рекордсмен «Книги рекордов и достижений Гиннесс» за длительное исполнение горлового пения, 2003 год.
- Организатор гастролей ансамбля «АлтайКай» по следующим странам: Россия, Казахстан, Кыргызстан, Узбекистан, Украина, Монголия, Польша, Чехия, Германия, Австрия, Словакия, Норвегия, Швейцария, Финляндия, Турция, Испания, США, Великобритания, Дания, Италия, Франция, Китай и т. д...
- Принимал участие в телевизионных программах: ОРТ «Доброе утро», «Большая стирка»; НТВ «Среда»; на канале Культура репортаж об ансамбле «АлтайКАЙ»; Канал «Независимая планета» выступление в прямом эфире.
- Выступление в прямом эфире по центральному телевидению Чешской Республики в течение полутора часов и в Телерадиокомпании ВВС в Великобритании, Испании.
- Организатор концерта горлового пения в Кремлёвском дворце с участием мастеров из Республик Алтай, Тыва, Калмыкия, Бурятия и Монголии.
- Организатор 4 фестивалей горлового пения «Алтын-Тайга», где приняли участие представители из Республик Тыва, Хакасия, Саха-Якутия и ученики ансамбля «АлтайКай» Японии, Англии, США.

## Награды и премии
- Обладатель золотой медали международного фестиваля горлового пения «Дыхание земли» (Улан-Удэ 2005).
- Лауреат премии имени Г. И. Чороса-Гуркина Республики Алтай.
- Лауреат премии имени А. Г. Калкина (с. Улаган).
- Лауреат премии «Легенда этномузыки» международного фестиваля «Саянское Кольцо» (2008).
- Обладатель Гран-при межрегионального фестиваля по горловому пению «Ынархас» в Хакасии (2008).

## Дискография
- 1. "Караты Каан" 1997.
- 2. «Там где рождается Алтай» (2002)
- 3. «Аттар» (2003)
- 4. «Алтаец» (2004)
- 5. «Хан Алтай» (2005)
- 6. «Алтай-КАЙ 21 век» (2005)
- 7. «АлтайКАЙ ремикс» (2006)
- 8. «АлтайКАЙ 21 век 2 версия» (2006)
- 9. «АлтайКАЙ» (США 2006)
- 10. «АлтайКАЙ» и симфонический оркестр Чехии, «ЖВЕНИ» (Чехия, 2007)
- 11. «АлтайКАЙ» «лучшая 20-ка Мировой Музыки» (Германия, 2007)
- 12. «АлтайКАЙ» DVD, (2007)
- 13. Первый Золотой Диск Фестиваля "САЯНСКОЕ КОЛЬЦО" 2007.
- 14. «Улу Каан» (2008)
- 15. “Svirz” Украина 2009.
- 16." Алтын-Тайга" 2011. Altyn-Taiga 2011.
- 17. "Energy" 2011.
- 18. "MUSIC AND BARRIERS", 2012. (Czech Republic).
- 19. "Алтай Кабай" 2013.
- 20. "AltaiKai DVD" 2015.
- 21. "Алтай Теле" 2017.